# Massaguet
Massaguet è un centro abitato e sottoprefettura del Ciad, situato nella provincia di Hadjer-Lamis.
È il capoluogo del dipartimento.